# Menachem Begin
Menachem Beginⓘ (hebr. מנחם בגין, ur. 3 sierpnia?/16 sierpnia 1913 w Brześciu, zm. 9 marca 1992 w Tel Awiwie) – izraelski polityk, działacz syjonistyczny, przywódca Bejtaru w Polsce, żołnierz Armii Andersa, lider podziemnej organizacji militarnej Irgun, premier Izraela w latach 1977–1983, pierwszy prawicowy szef rządu izraelskiego w historii państwa – stał na czele osiemnastego i dziewiętnastego rządu Izraela. Poseł do Knesetu w latach 1949–1984. Laureat Pokojowej Nagrody Nobla za rok 1978 (razem z prezydentem Egiptu Anwarem as-Sadatem).

## Życiorys

### Młodość
Urodził się jako syn Ze’ewa-Dowa i Hasji Beginów, najmłodszy z trojga dzieci. Odebrał tradycyjne wykształcenie, rok nauki w chederze, następnie religijna szkoła syjonistyczna, od 14 roku życia uczęszczał do polskiej szkoły rządowej. Jako dziecko należał do organizacji skautowej Ha-Szomer Ha-Cair, natomiast w wieku 16 lat związał się z rewizjonistycznym, młodzieżowym ruchem narodowo-radykalnym Bejtar. Studiował prawo na Uniwersytecie Warszawskim, które ukończył w 1935. W 1938 został przywódcą Bejtaru w Polsce. Koncentrował się na szkoleniach wojskowych (organizowanych nieoficjalnie przez rząd II RP), przygotowując siły do walki zbrojnej w Palestynie o utworzenie państwa żydowskiego, przeciwko Arabom i Brytyjczykom.

### II wojna światowa
Po agresji Niemiec na Polskę we wrześniu 1939 uciekł do Wilna, które po krótkiej okupacji przez Armię Czerwoną zostało w październiku 1939 przekazane przez ZSRR Litwie. Po okupacji Litwy przez Armię Czerwoną 15 czerwca 1940 i jej aneksji przez ZSRR 3 sierpnia 1940 został aresztowany przez NKWD, przetrzymywany w więzieniu na Łukiszkach w Wilnie i skazany na osiem lat łagru na Syberii. Zwolniony w 1942 r. na mocy układu Sikorski-Majski wstąpił do Polskich Sił Zbrojnych w ZSRR (Armii Andersa). Jej dowódca, generał Anders, latem 1942 ewakuował polskich żołnierzy z ZSRR do Iranu.
Jako kapral podchorąży Armii Polskiej na Wschodzie przybył do Palestyny. W Palestynie kilkuset żydowskich żołnierzy zdezerterowało, za cichym przyzwoleniem polskiego dowództwa, by zasilić w przeważającej mierze kadry podziemia wojskowego Hagany. W odróżnieniu od nich Begin przed odejściem z Armii Andersa uzyskał zwolnienie z przysięgi wojskowej, a dopiero następnie wstąpił w struktury Irgunu i stanął na ich czele.

### W Izraelu
W walce o utworzenie państwa żydowskiego Begin był zwolennikiem stosowania terroru. Brał m.in. udział w przygotowywaniu zamachu na Hotel Króla Dawida w Jerozolimie, w którym 26 lipca 1946 zginęło 91 osób (41 Palestyńczyków, 28 Brytyjczyków, 17 Żydów, 2 Ormian oraz Rosjanin, Grek i Egipcjanin). 27 kwietnia 1947 na jego rozkaz, w odwecie za wykonanie wyroku śmierci na członkach Irgunu, terroryści powiesili dwóch porwanych żołnierzy brytyjskich, co wywołało antysemickie zamieszki w Wielkiej Brytanii. Radykalna postawa Begina doprowadziła go do konfliktu z większością liderów ruchu syjonistycznego. Jest obarczany odpowiedzialnością za masakrę ludności palestyńskiej w Dajr Jasin w dniach 9–11 kwietnia 1948, gdzie zginęło od 107 do 120 Palestyńczyków. Informacje o masakrze były jednym z powodów masowego exodusu Palestyńczyków (ok. 750 000 uchodźców) ze spornych terytoriów. W tym okresie Begin był najbardziej poszukiwanym człowiekiem w Palestynie, żył pod kilkoma przybranymi nazwiskami, często zapuszczając brodę.
Po powstaniu państwa Izrael w maju 1948 Begin rozpoczął karierę polityczną. Założył partię Herut (Wolność) i został jej pierwszym przewodniczącym. Begin był charyzmatycznym liderem prawicowej opozycji, często występującym w parlamencie i na publicznych demonstracjach.
W latach 50. był przywódcą ruchu sprzeciwiającego się przyjęciu reparacji od Niemiec. Według Eliezera Sudita, współorganizatora nieudanego zamachu na Konrada Adenauera w 1952, zaangażowany w ten spisek był również Begin. Śmierć kanclerza RFN miała w założeniu storpedować negocjacje porozumienia o odszkodowaniach za Holocaust. Po Kampanii Sueskiej z 1956 przeciwstawiał się wycofaniu Izraela z Półwyspu Synaj. W 1965 Herut i Partia Liberalna zjednoczyły się, tworząc partię Gahal pod przywództwem Begina. Podczas wojny sześciodniowej w czerwcu 1967, Gahal dołączył do rządu jedności narodowej, zaś Begin po raz pierwszy wszedł do rządu na stanowisku ministra bez teki, pełniąc tę funkcję do sierpnia 1970.
Później w połączeniu z innymi ugrupowaniami prawicowymi Gahal przerodził się w prawicowy blok Likud (Jedność), z ramienia którego Begin objął 20 czerwca 1977 urząd premiera. W polityce wewnętrznej wspierał żydowskie osadnictwo na terytoriach okupowanych (tzw. Samaria i Judea), prowadząc m.in. kampanie na rzecz powrotu do Izraela Żydów rosyjskich i etiopskich.
Przeszedł do historii wraz z prezydentem Anwarem Sadatem jako negocjator izraelsko-egipskiego traktatu pokojowego w 1979. Obaj przywódcy za doprowadzenie do podpisania porozumienia otrzymali Pokojową Nagrodę Nobla (16 grudnia 1978). W rezultacie zawartych porozumień, na wiosnę 1982 Begin przeprowadził ewakuację Półwyspu Synaj.
W czerwcu 1981 podjął kontrowersyjną decyzję o zbombardowaniu przez izraelskie lotnictwo wojskowe irackiego ośrodka nuklearnego w Osirak, w pobliżu Bagdadu, mimo sprzeciwu m.in. lewicowej opozycji z Szimonem Peresem na czele.
Przez cały okres swoich rządów Begin był zwolennikiem zwalczania OWP. W ramach tych działań w 1978 izraelska armia przeprowadziła operację „Litani”, a w 1982 rozpoczęła inwazję zbrojną na Liban. W miarę narastania strat w izraelskich siłach zbrojnych oraz pod wpływem wydarzeń w obozach Sabra i Szatila, za które Begina obarczono odpowiedzialnością polityczną, nasiliły się protesty społeczeństwa izraelskiego przeciwko jego rządowi.
15 września 1983 Begin ustąpił z urzędu premiera i wycofał się z życia politycznego. Przyczyną był pogarszający się stan zdrowia. Cierpiał na cukrzycę i chorobę serca. Po śmierci żony popadł w depresję i opuszczał mieszkanie głównie w celu odwiedzenia jej grobu. Następnie pisał publikacje o współczesnej historii Izraela oraz wspomnienia z ZSRR (m.in. wydany w Polsce „Czas białych nocy”).
Zmarł 9 marca 1992 w Tel Awiwie.

## Życie prywatne
Od 29 maja 1939 żonaty z Alizą Arnold. Miał z nią syna – Ze’ewa (również polityka) i dwie córki.

## Upamiętnienie
W Izraelu upamiętniają Begina m.in. ulice jego imienia w Tel Awiwie, Ramat ha-Szaron, Ramat Ganie czy Sederot Menahem Begin – zachodnia obwodnica Jerozolimy. W Jerozolimie także mieści się Centrum Pamięci Menahema Begina.
W Polsce znajduje się tablica pamiątkowa w holu Auditorium Maximum Uniwersytetu Warszawskiego (2001) oraz informacja na tablicy MSI umieszczonej na fasadzie gmachu Dawnego Żydowskiego Domu Akademickiego, gdzie jako student Wydziału Prawa UW mieszkał Menachem Begin.
W filmie Atak na Entebbe w reżyserii Irvina Kershnera w rolę Begina wcielił się David Opatoshu.

## Galeria

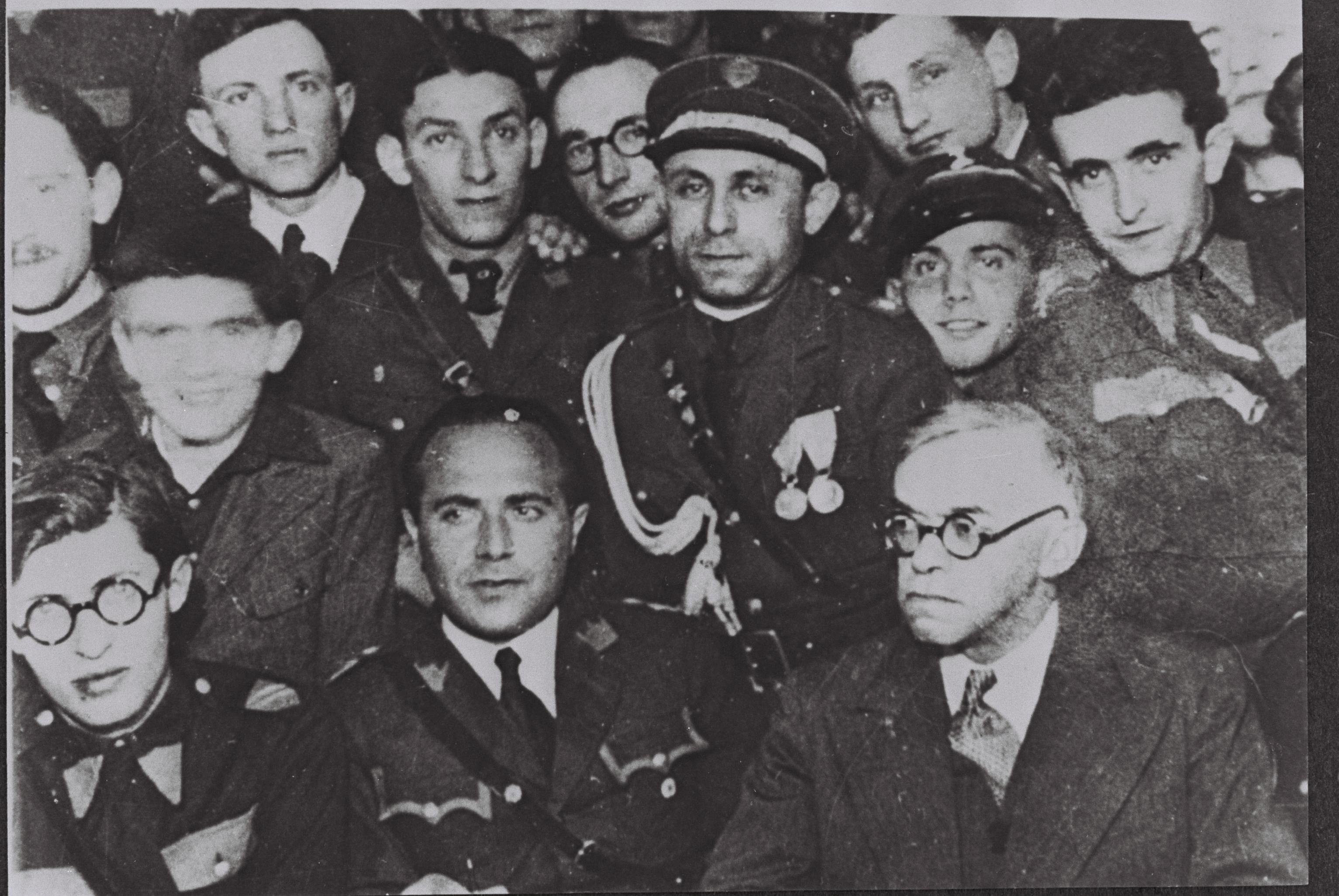
Menachem Begin na spotkaniu przywódców Betaru w Warszawie 1939 (w pierwszym rzędzie pierwszy z lewej). Pierwszy z prawej Włodzimierz Żabotyński
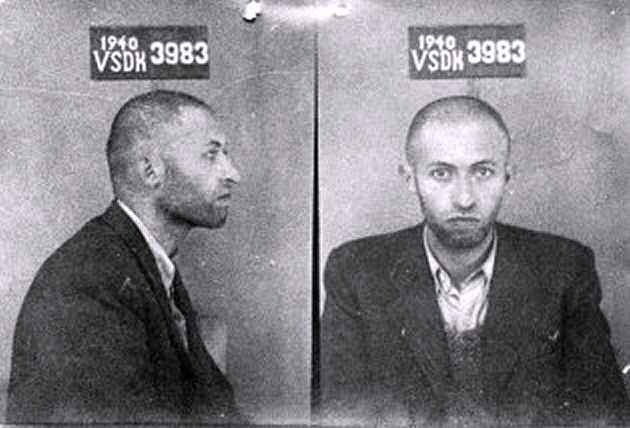
Begin po aresztowaniu przez NKWD 1940
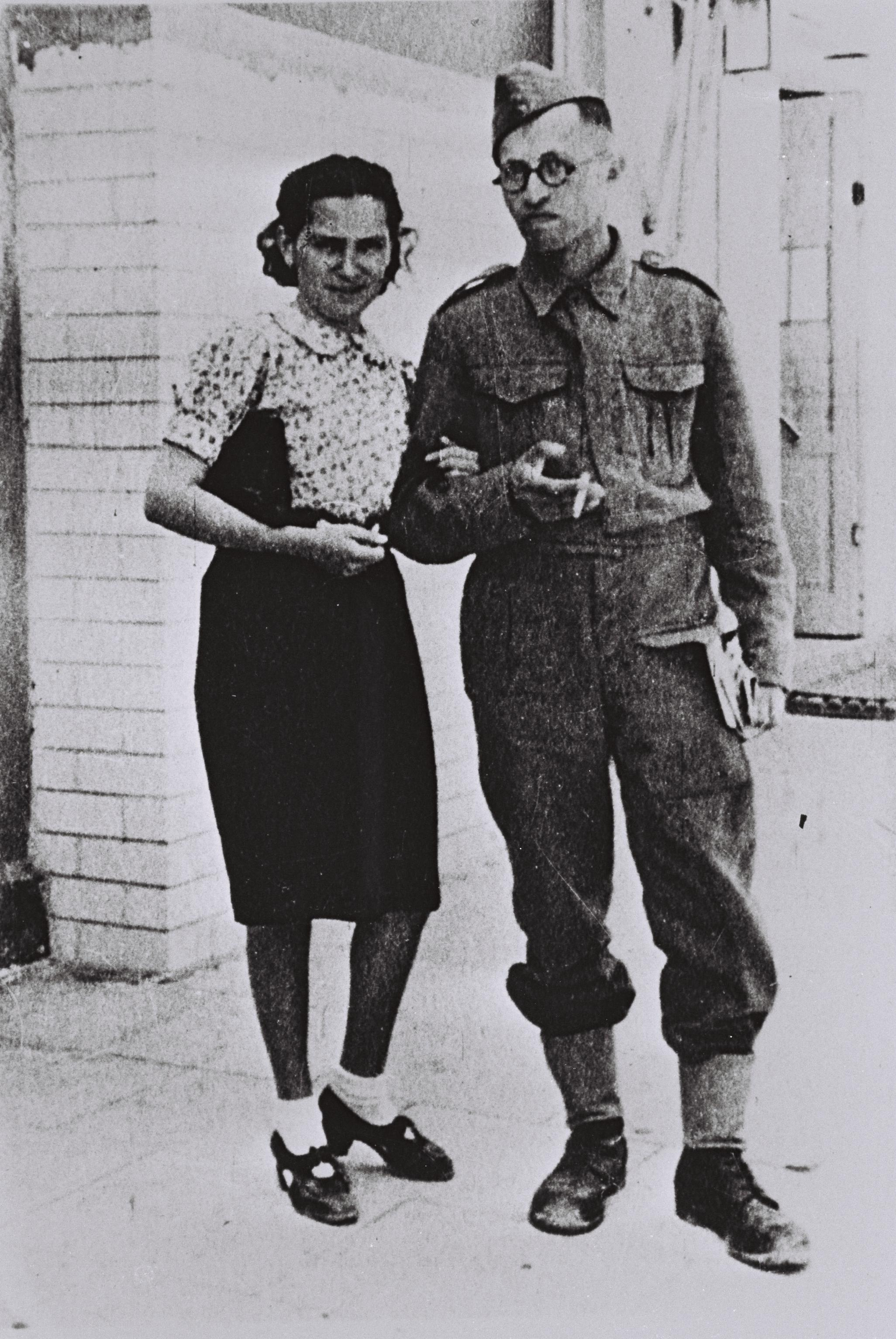
Menachem Begin w mundurze Armii Polskiej na Wschodzie, Tel Awiw-Jafa, grudzień 1942. Obok żona Aliza.
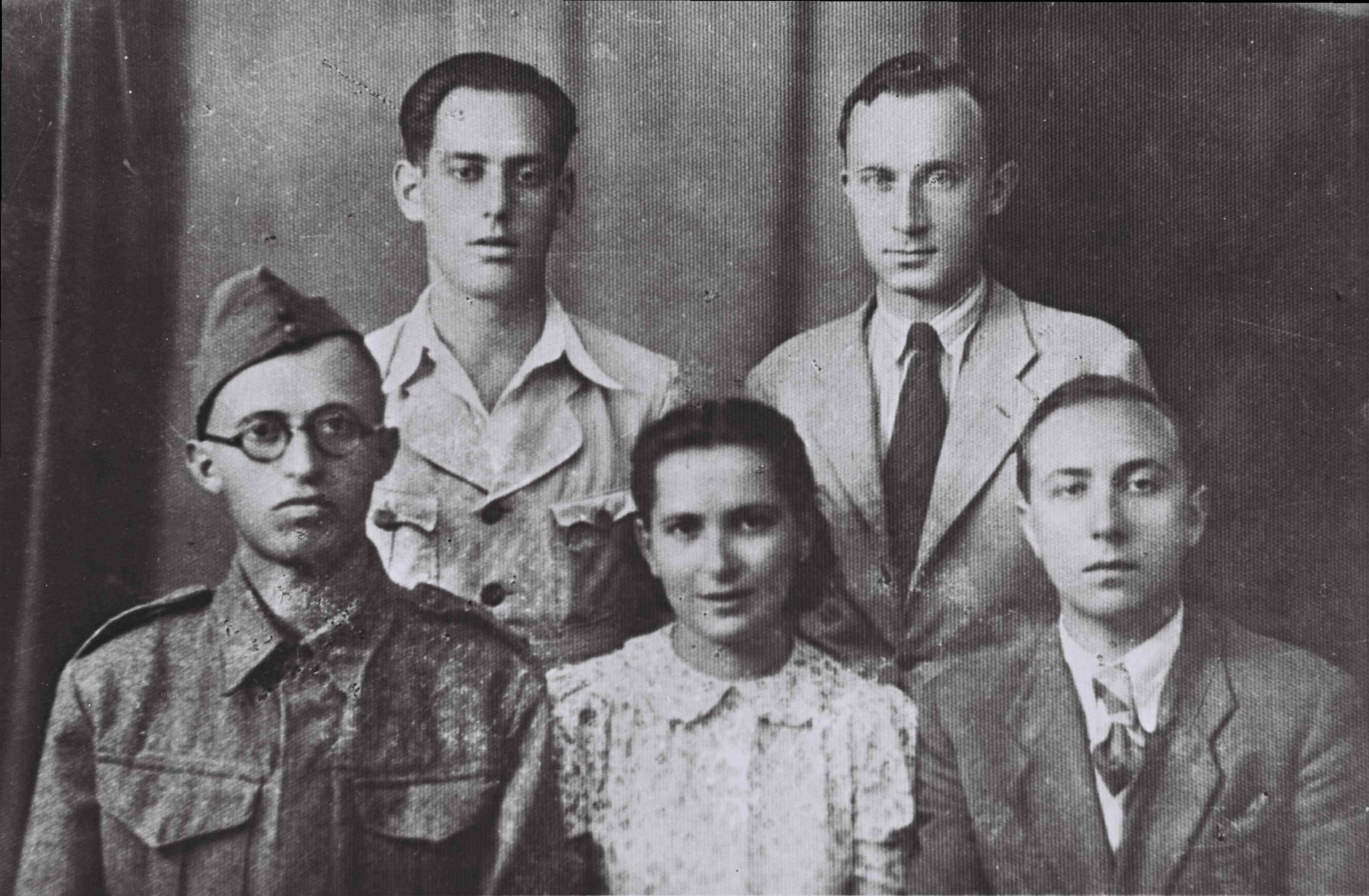
Menachem Begin (w pierwszym rzędzie pierwszy z lewej) w mundurze Armii Polskiej na Wschodzie, Palestyna, grudzień 1942. Obok żona Aliza.
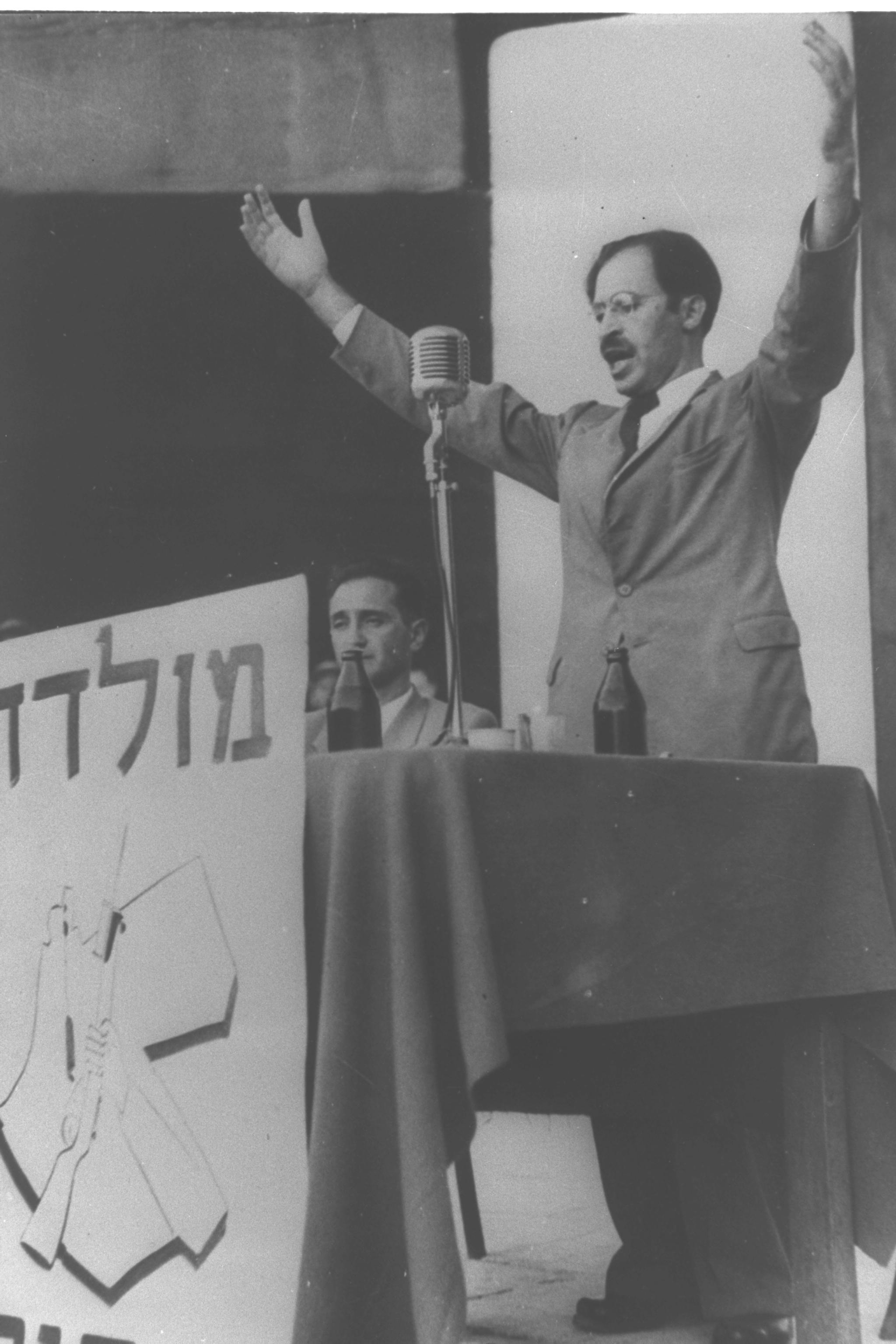
Menachem Begin w sierpniu 1948
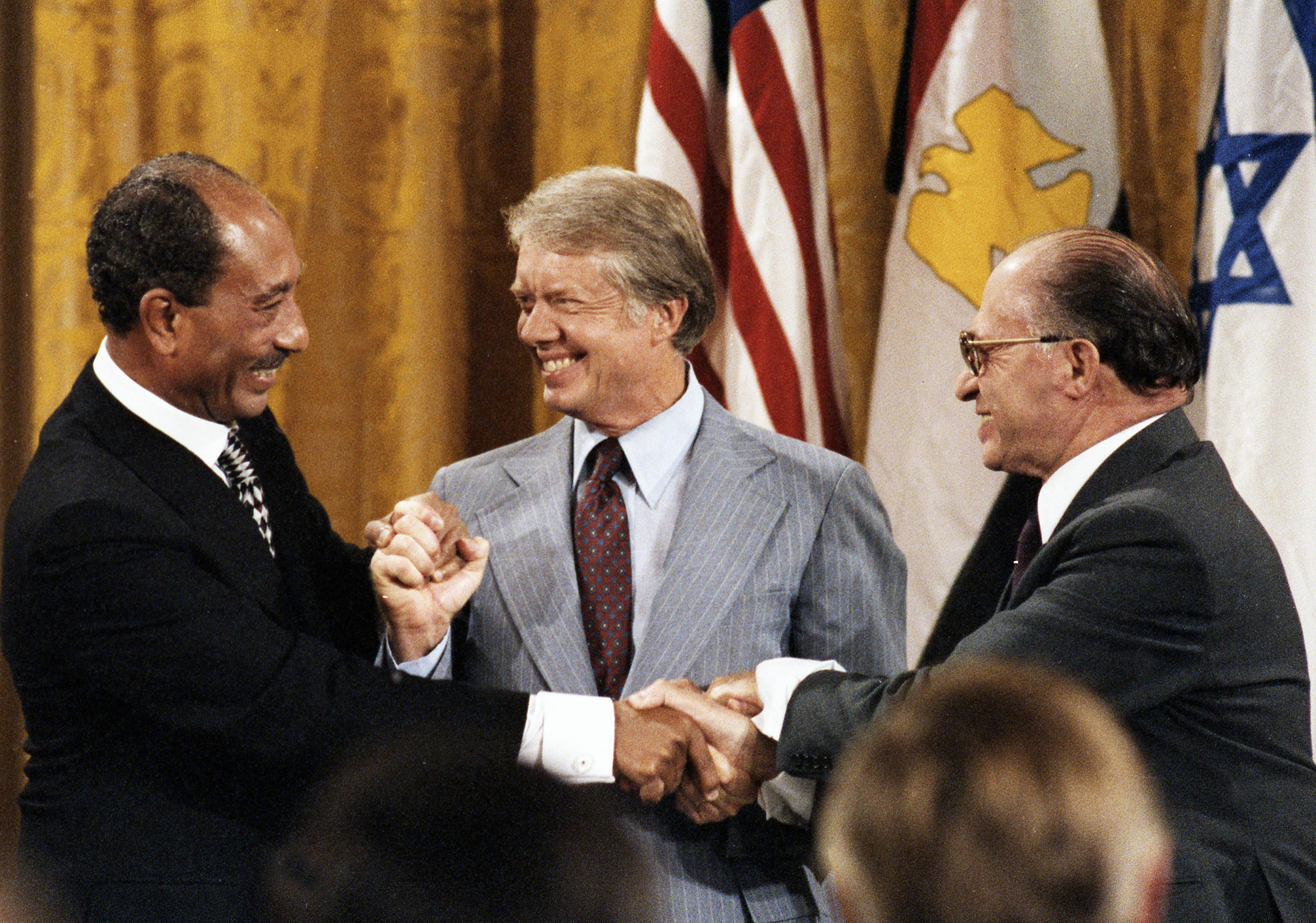
Anwar Sadat, Jimmy Carter i Menachem Begin, Camp David 17 września 1978
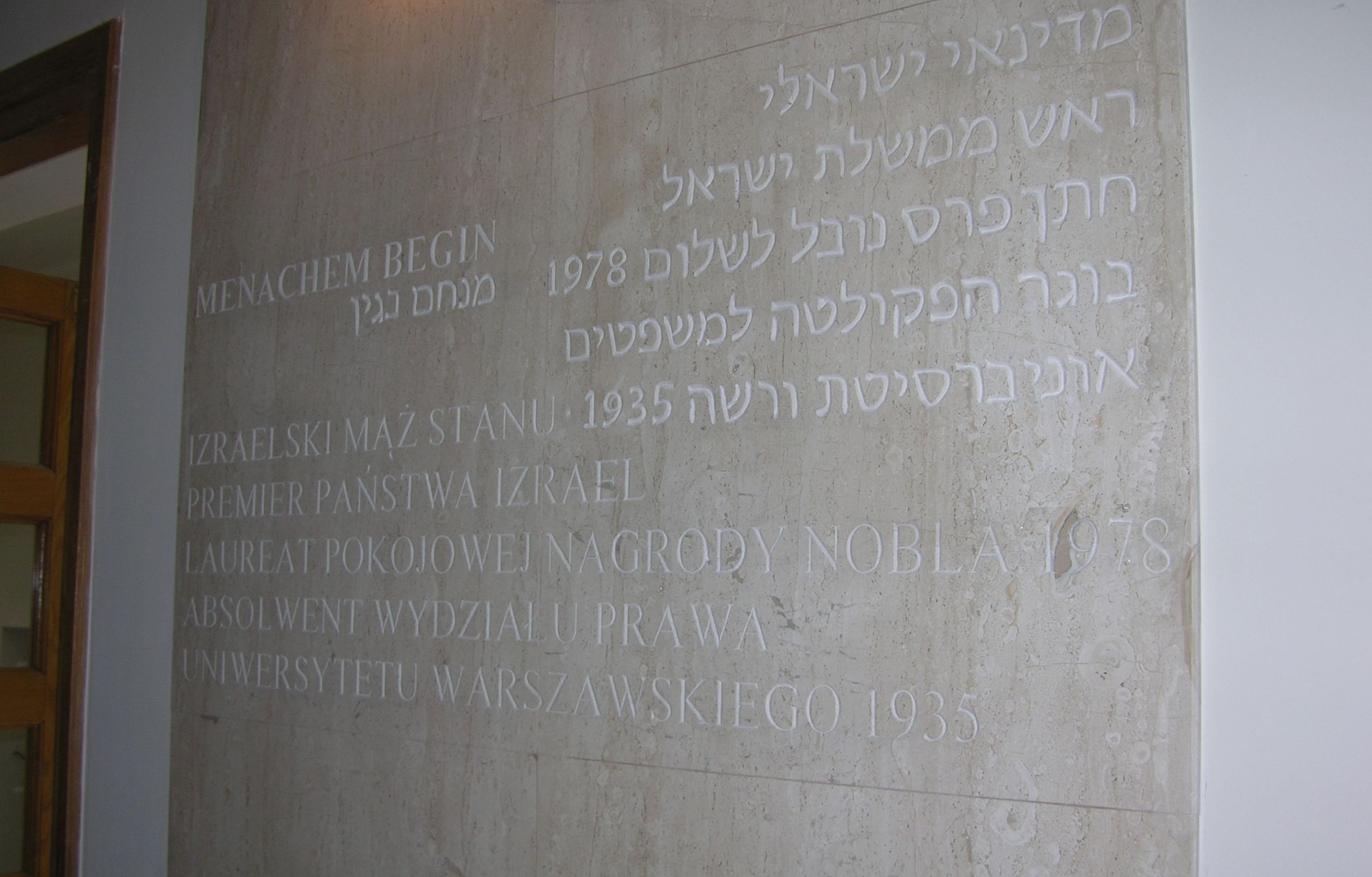
Tablica upamiętniająca Menachema Begina w holu Auditorium Maximum Uniwersytetu Warszawskiego